# Johann Gottfried Gregorii

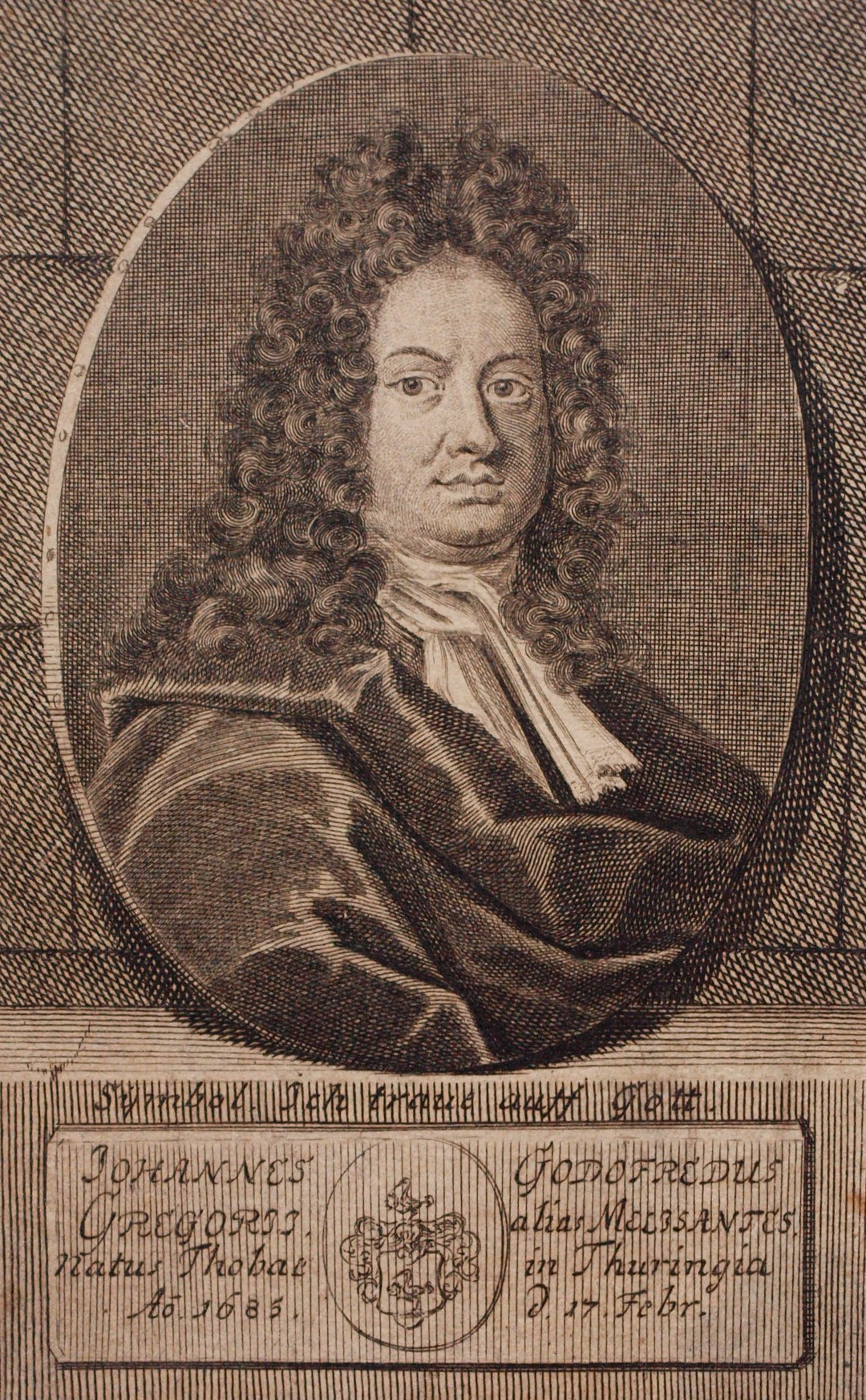
Johann Gottfried Gregorii (Kupferstich von Martin Bernigeroth, um 1715)

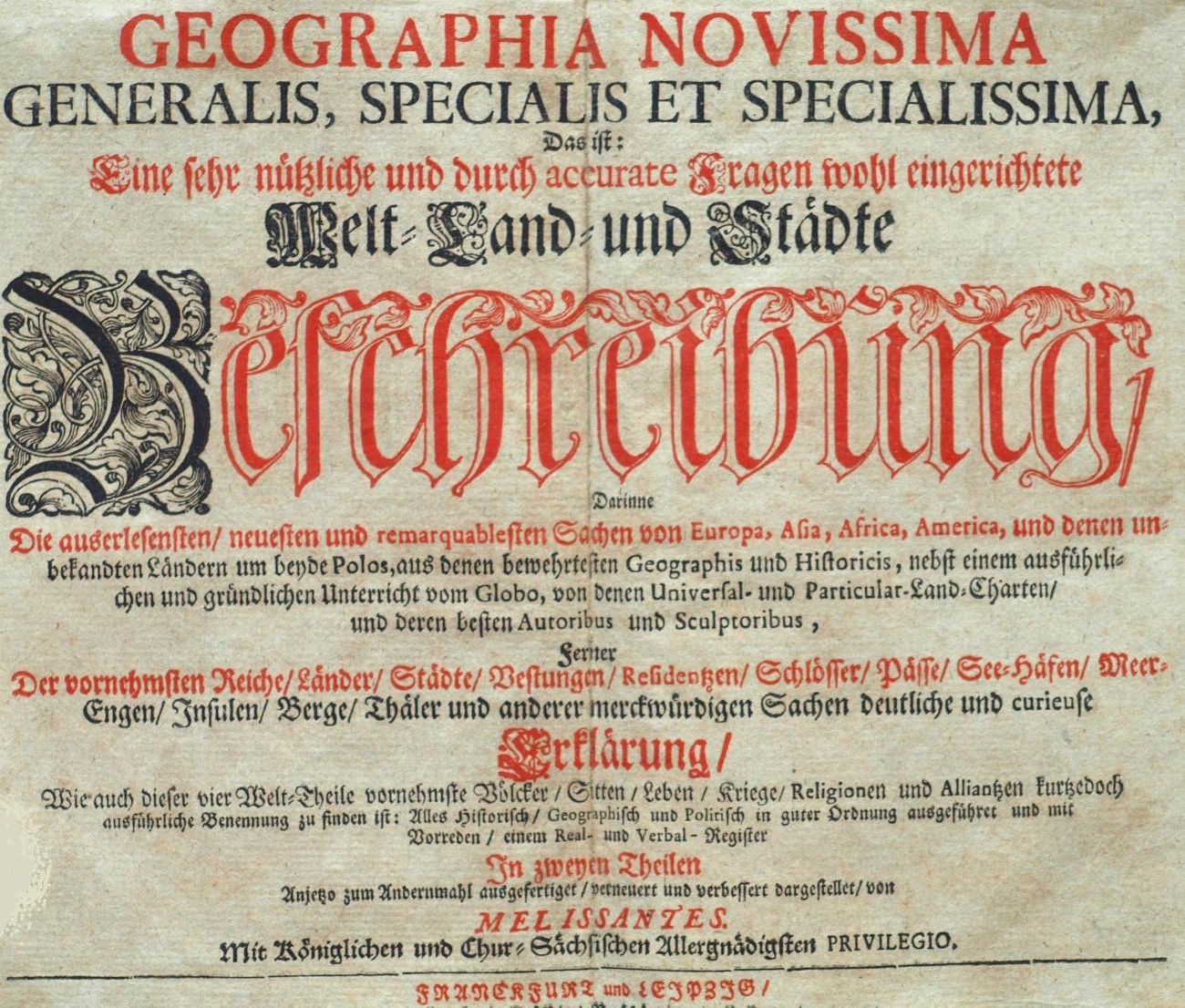
Doppelseitiger gestochener Titel der zweiten Auflage des ersten Teils der Geographia novissima (1709)

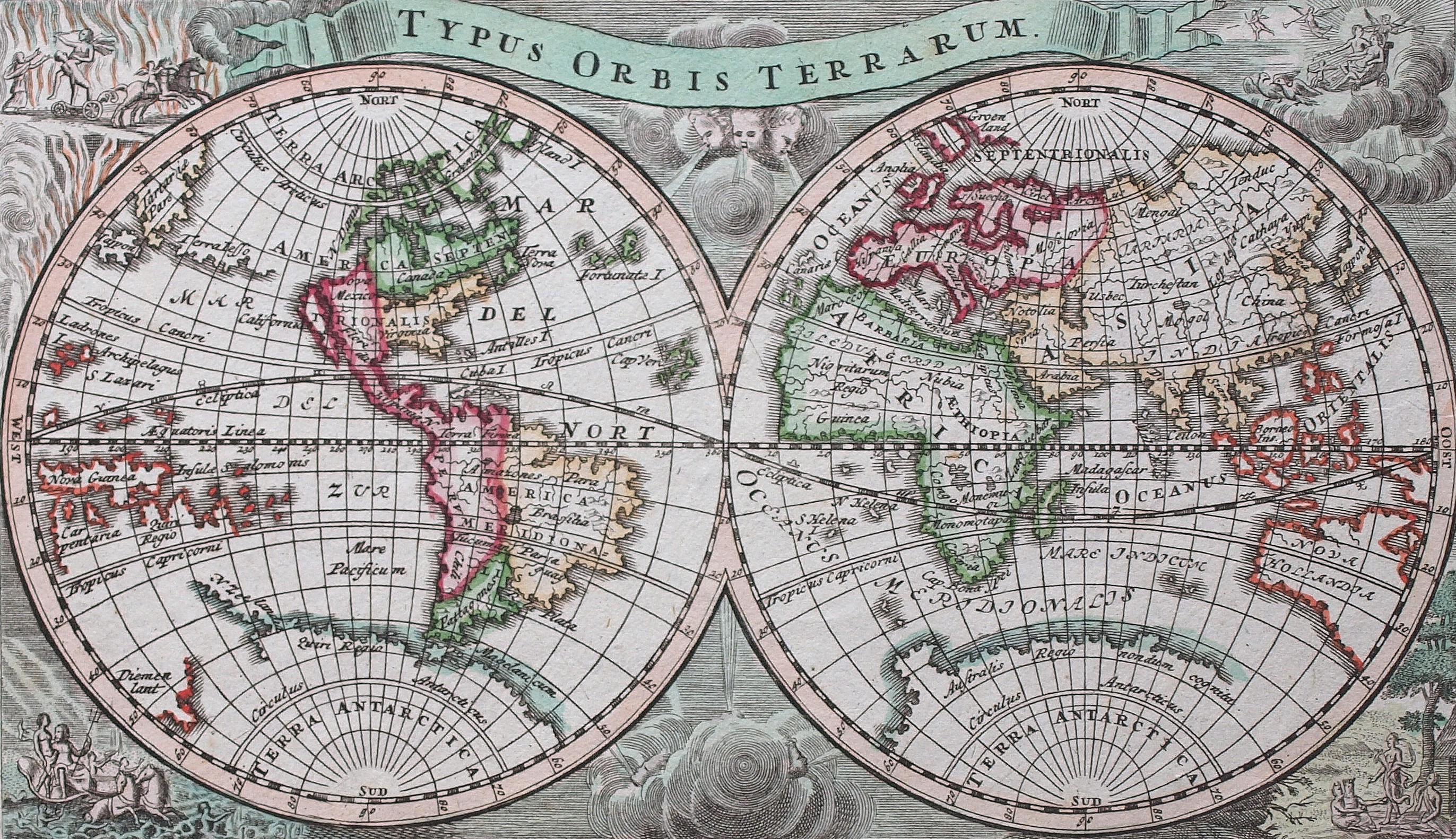
Weltkarte aus dem Atlas portatilis (1717) von Melissantes (Autor) und Johann Christoph Weigel (Stecher)

Johann Gottfried Gregorii, selten Gregorius oder Gregory (* 17. Februar 1685 in Toba; † 4. August 1770 in Dornheim) war ein Geograph, Kartographietheoretiker, Historiker, Genealoge, Volksaufklärer und barocker Autor. Er verfasste zahlreiche Bücher mit geographischen Inhalten, Atlanten, Reise- und Regionalführer, Speziallexika, ein Benimmbuch bzw. Psychologieratgeber, eine musikwissenschaftliche Schrift und Drucke mit journalistischen Inhalten. Die meisten seiner Werke veröffentlichte er unter dem Pseudonym Melissantes.

## Leben
Gregorii wurde als Sohn einer Pfarrerfamilie geboren, deren männliche Vorfahren seit der Reformation als lutherische Geistliche gewirkt hatten. Nachdem er 1697 bereits früh beide Eltern verloren hatte, bekam der begabte Knabe einen der begehrten Freitische an der Stiftsschule Ebeleben. Ab 1703 studierte er mit fürstlichem Stipendium an der theologischen Fakultät der Universität Jena und wurde durch den seinerzeit bedeutenden Historiker Burkhard Gotthelf Struve gefördert. Bereits am 22. September 1705 schloss Gregorii sein erstes Studium an der Philosophischen Fakultät der Universität Erfurt als Magister ab.
Der junge Magister ließ sich dann zunächst als Kandidat der Theologie und Hauslehrer in Arnstadt nieder und ehelichte die 15-jährige Ratsherrentochter Barbara Margaretha Sommer. Dort kam er mit dem Numismatiker Christian Schlegel sowie dem Historiker und Hymnologen Johann Christoph Olearius in Kontakt, welche ihm Zugang zu seltenen Schriftquellen ermöglichten. Ein weiterer Förderer war der Geograph, Historiker und Numismatiker Christian Juncker. Schon 1708, mit nur 23 Jahren, verfasste Gregorii sein erstes geographisches Werk (Geographia novissima generalis, specialis, et specialissima), dem zahlreiche weitere zu verschiedensten Themengebieten folgen.
Mit seiner Schrift Das jetzt florirende Thüringen schuf er 1711 einen der ersten deutschsprachigen Regional- und Reiseführer mit Angaben zu Sehenswürdigkeiten, Geschichte, Hotellerie (z. B. Hotel Elephant in Weimar) und Bibliotheken (z. B. Bibliotheca Amploniana oder die herzogliche Bibliothek in Weimar). Mit der Herausgabe der Curieusen Gedancken von den vornehmsten und accuratesten Land-Charten wurde er 1713 zum Mitbegründer der Kartenkunde und initiierte endgültig die Aufarbeitung der Kartographiegeschichte.
Bald kooperierte Gregorii überregional mit bedeutenden Kupferstechern, Kunsthändlern und Verlegern des Reichs wie Johann Baptist Homann und Johann Christoph Weigel in Nürnberg, Johann Benjamin Brühl und Martin Bernigeroth in Leipzig, Johann Adam Jung (Zunners Erben) in Frankfurt am Main oder Johann Michael Funcke in Erfurt.
Seine Orographia, oder, Beschreibung der berühmtesten Berge in alphabetischer Ordnung von 1715 gilt als eine der ersten geographischen Spezialenzyklopädien. Zwischen 1716 und 1719 überarbeitete Gregorii umfassend die wohl letzte große Kosmographie des Barockzeitalters von Alain Manesson Mallet, dem französischen Ingenieur, Festungsbaumeister, Pagen-Hofmeister und Mathematiklehrer am Hofe des Sonnenkönigs Ludwig XIV. Die opulente zweite deutschsprachige Edition der Beschreibung des gantzen Welt-Kreises mit 650 Kupferstichen erschien 1719 anonym beim Verlag Jung in Frankfurt am Main und markiert einen Höhepunkt in Gregoriis Wirken als Geograph. Gregorii war stets bemüht, seine geographischen Schriften durch aktuelle Nachrichten und Schilderungen aus erster Hand, wie zum Beispiel durch Berichte von Bartholomäus Ziegenbalg, dem ersten deutschen evangelischen Missionar in Indien, auf dem aktuellsten Stand zu halten und zu fundieren.
In seinem 1715 erschienenen Curieusen Affektenspiegel gab er schon mehr als 70 Jahre vor Adolph Knigge allgemeine Verhaltensregeln für die Öffentlichkeit, Erziehungsratschläge, Handlungsempfehlungen an Regierungsoberhäupter, berufsethische Grundsätze und frühe Ansätze zur Berufsorientierung heraus. In diesem Werk übte er bereits Kritik an den lange Zeit noch üblichen gewaltbetonten Erziehungsmethoden. In der musikwissenschaftlichen Abhandlung Gottgefälliger Glantz der Warheit bewies der Musikliebhaber die umstrittene Verfasserschaft des Ewigkeitsliedes Wer weiß, wie nahe mir mein Ende durch Gräfin Aemilie Juliane von Schwarzburg-Rudolstadt. Dieses beliebte Lied verarbeitete nur wenige Jahre später der gleichaltrige Johann Sebastian Bach in drei Kantaten (BWV 27, BWV 84 und BWV 166). Den Extrakt seiner hymnologischen Schrift veröffentlichte Gregorii unter dem Pseudonym Tobario in der Zeitschrift Remarquable Curiosa.
Die Schriften von Gregorii enthalten eine beeindruckende Fülle von Darstellungen bewegender Ereignisse seiner Zeit, beispielsweise Naturkatastrophen wie Erdbeben, Überschwemmungen, Stürme, Himmelserscheinungen, Kometen, aber auch Gedanken über Zahlenmystik, Diskussionen über das ewige Leben oder den Wettstreit der Technik mit der Natur. Gern ließ er die Leser an eigenen Erlebnissen wie zum Beispiel der Zurschaustellung von Siamesischen Zwillingen am Rande der Leipziger Ostermesse 1709 teilhaben.
Gregoriis über Jahrzehnte oft in mehreren Auflagen erschienene Schriften hatten den Charakter von Standardwerken. Im Lexikon von Johann Heinrich Zedler verwiesen nicht nur mehrere Artikel auf Schriften von Gregorii, sondern es erschien darin bereits drei Jahrzehnte vor seinem Ableben ein Beitrag über den Universalgelehrten. Immer noch informativ sind seine damals kritisierten Exkurse und Darstellungen seiner persönlichen Wahrnehmungen wie zum Beispiel Nationalitätenstereotype, Berufsbeschreibungen (etwa Orgelbauer), ein Ranking  der besten Organisten (z. B. Bach und sein Lieblingsschüler Johann Ludwig Krebs), die Einführung des Kaffees oder ein Verzeichnis der Biersorten. Er schöpfte bei der Erstellung seiner Lehrbücher, Kompendien oder Lexika aus den Buchbeständen  der herzoglichen Bibliothek in Gotha und der Universitätsbibliothek Jena, nutzte unveröffentlichte Manuskripte und pflegte zur Informationsgewinnung nicht immer erfolgreichen Schriftverkehr mit Fürstenhäusern in ganz Europa. Fehler und Mängel der Quellen pflanzten sich in seinen Büchern fort, so dass er heftige und zum Teil berechtigte Kritik ertragen musste. Gottlieb Emanuel von Haller kritisierte beispielsweise die Beschreibung der Schweiz in der Cosmographia novissima mit den Worten: „[...] von S. 801. bis 947. steht eine ziemlich umständliche Beschreibung von der Schweiz. Sie ist voll von groben und zum Theil sehr lächerlichen Fehlern.“
Seit 1720 war Gregorii lutherischer Pfarrer in Siegelbach und Dosdorf, ab 1733 schließlich in der Traukirche von Bach in Dornheim, wo er 1770 im Alter von 85 Jahren starb.

## Wirkung und Rezeption

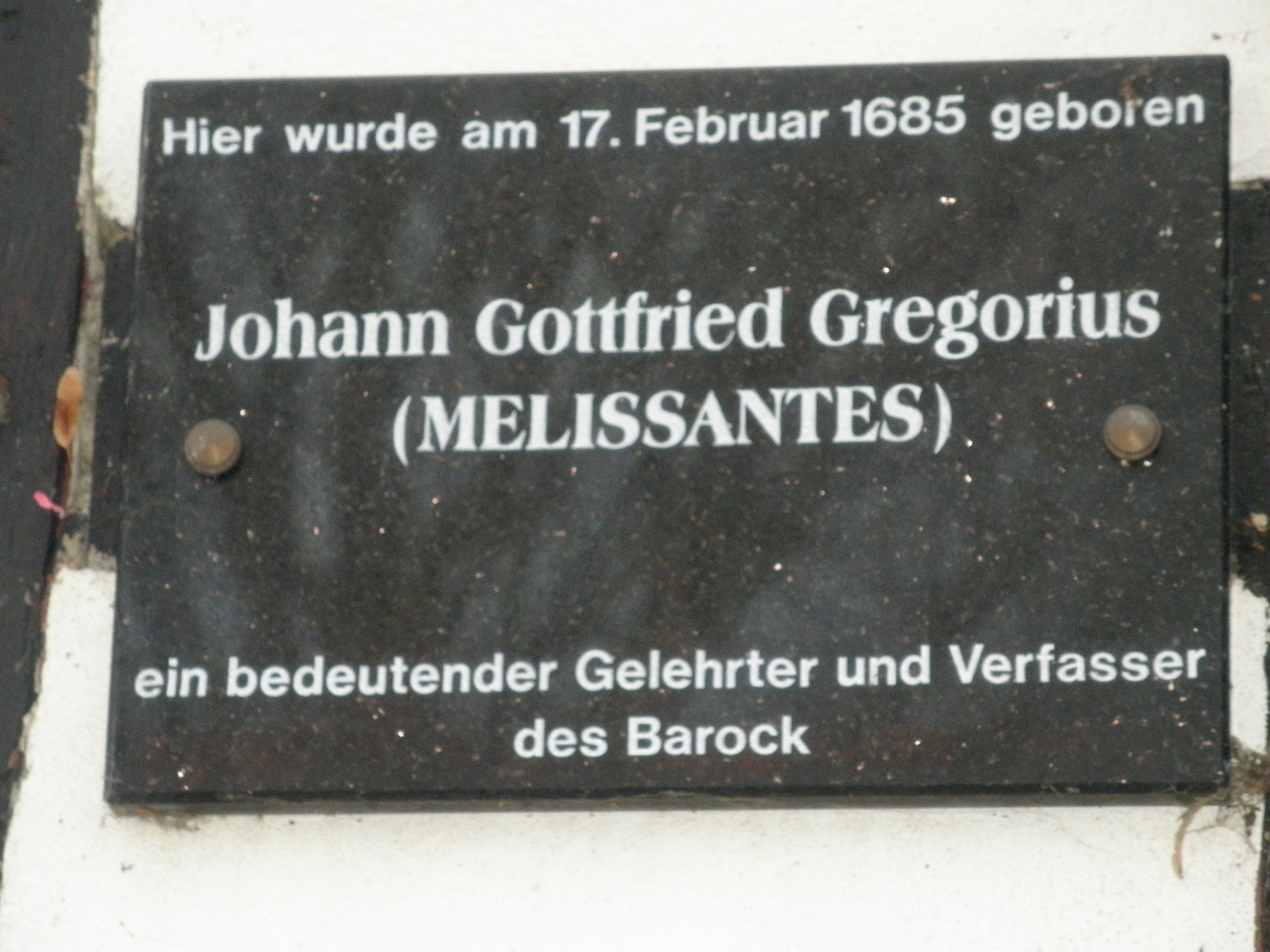
Gedenktafel an Gregorius’ Geburtsort in Toba

In seiner Hauptschaffenszeit informierte der freischaffende Sach- und Lehrbuchautor seine Landsleute z. B. über den Englischen Parlamentarismus, die Hugenotten in Frankreich, das Leben von Zar Peter I., Ludwig XIV. und August dem Starken, Kriegsgeschehnisse oder die Verschenkung des Bernsteinzimmers, diskutierte aber auch über okkulte Themen wie zum Beispiel in Faustens Höllenzwang in der Angermühle zu Leipzig den Pakt mit dem Teufel.
Seine Sagenüberlieferung wurde später durch Christian August Vulpius, die Brüder Grimm, Ludwig Bechstein, Achim von Arnim und andere rezipiert.
Vor dem Erscheinen der heute bekannten deutschen Sagensammlungen hatte 1809 der mit Jacob und Wilhelm Grimm befreundete Schriftsteller Achim von Arnim in einem Brief an den Altertumsforscher Wilhelm Dorow in Königsberg Melissantes als wichtige Sagenquelle, benannt, was kaum verwundert, wenn man bedenkt, dass Melissantes bedeutende Sagen und Legenden wie z. B. über den Rattenfänger von Hameln, Kaiser Friedrich I. im Kyffhäuser, Wilhelm Tell, Martin Luthers Tintenfleck auf der Wartburg oder die Geschichte vom Heckthaler mit seinen in deutscher Sprache verfassten und weit verbreiteten Büchern unter das Volk gebracht hat. Johann Wolfgang von Goethe beschäftigte sich noch 1829 als 80-Jähriger mit dem Erneuerten Alterthum (2. Aufl. 1721) von Melissantes.
Gregorii hatte bereits 1708 seinen Wunsch nach einer Deutschen Einheit zur Überwindung der Kleinstaaterei publiziert. Ein Jahrhundert später, in Zeiten napoleonischer Besatzung, erinnerte sich eine Gesellschaft von Weimarer Gelehrten um Friedrich Johann Justin Bertuch an die gesamtdeutsche Sichtweise des Vordenkers: … allein mit dem sonst so fabelreichen Joh. Gottfried Gregorius (unter dem angenommenen Namen Melissantes) bildete sich schon zu Anfang des XVIII. Jahrhunderts eine Ansicht, die würdig gewesen wäre, weiter verfolgt zu werden, wenn sie überall gleich grosse Empfänglichkeit gefunden hätte. Seine curiöse Beschreibung einiger vormals berühmten, theils verwüsteten und zerstörten, theils aber wieder neu aufgebaueten Bergschlösser in Teutschland, verbunden mit seinem neu eröffneten Schauplatz denkwürdiger Geschichte, auf welchem die Erbauung und Verwüstung vieler berühmter Städte und Schlösser präsentirt wird (2. Th. 1715) war für ein Vaterland berechnet, das nicht von den engen Gränzen der landesherrlichen Territorien beschränkt ward, aber da das Vaterland dem Vaterlande fehlte, so wie der Mensch dem Patrioten, so ging das allgemeine Interesse, das dieser erregen wollte, in dem besondern, und das besondere in dem Mangel am allgemeinen unter …

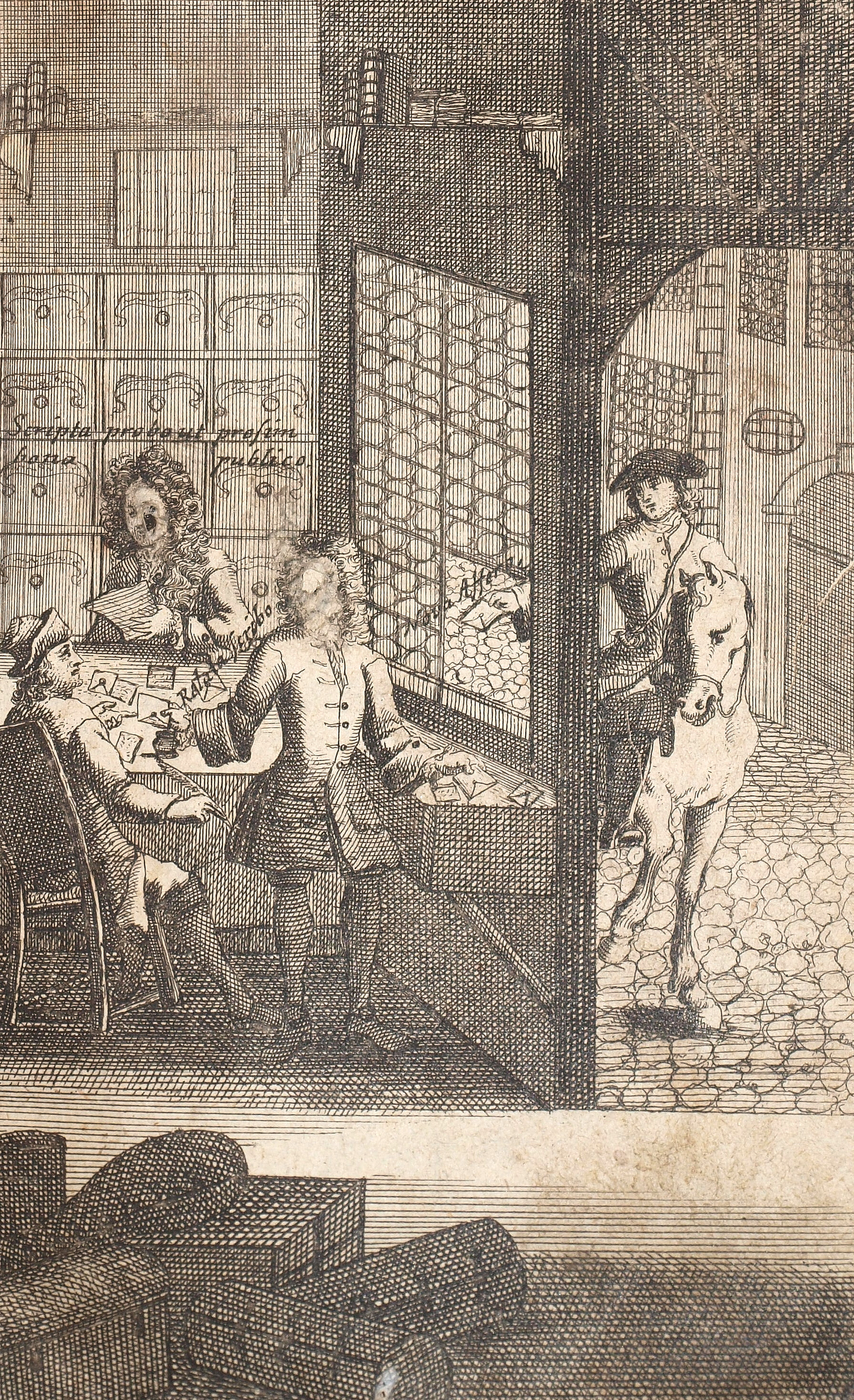
Kupferstich Frontispiz aus MELISSANTES, GEOGRAPHIA NOVISSIMA, Teil 2, Frankfurt, Leipzig [und Erfurt] 1713 mit Darstellung einer Poststation und ankommender reitender Post um 1708

Seine Schriften überliefern einzigartige Einblicke in verschiedenste Bereiche der Deutschen Kultur- und Wirtschaftsgeschichte. So hinterließ er z. B. in seinen frühen Geographielehrbüchern nicht nur die Abbildung einer frühneuzeitlichen Poststation mit ankommender reitender Post (um 1708) als seltene Quelle für die Deutsche Postgeschichte, sondern empfahl 1713 ein Posthorn als Signatur für Poststationen in Landkarten, beschrieb 1723 in seinem ATLAS PORTATILIS GERMANICUS kurz das deutsche Postwesen und ließ für dasselbe Werk zwei kleine Postroutenkarten vom Nürnberger Kupferstecher Johann Christoph Weigel nach Adam Friedrich Zürner stechen.
Während eines weiteren Studienaufenthaltes in  Jena (1718/1719) scheint er auch Studenten beeinflusst zu haben.  Johann Diederich von Steinen, der Autor der Westfälischen Geschichte und Generalinspektor der lutherischen Kirche in der Grafschaft Mark, zählte Melissantes zu seinen wichtigen Hochschuldozenten während seines Studiums in Jena.
Sein berufswahltheoretischer Ansatz, bei dem nach Selbstreflexion Eignung, Neigung, Leistungsfähigkeit und Temperament nach der Temperamentenlehre des Galenos zur selbstbestimmten Optimierung der Berufswahl berücksichtigt werden sollten, war seiner Zeit Jahrhunderte voraus. Die selbstreflexorische Deutung des Erkenne dich selbst in Anlehnung an das Orakel von Delphi diente Gregorii als philosophische Basis für seine Idee. Aufgrund dieser noch heute gültigen und seinerzeit visionären Idee steht sein Name Pate für den Melissantum-Preis für besonders gelungene Berufsorientierungskonzepte in deutschen Schulen.
Nach Melissantes ist auch das staatliche Gymnasium Arnstadt benannt.

## Werke (Auswahl)
- Geographia novissima generalis, specialis, et specialissima, Das ist: Eine sehr nützliche, und durch accurate Fragen wohl eingerichtete Welt- Land- und Städte-Beschreibung: Darinnen Die auserlesensten, neuesten und remarqvablesten Sachen von Europa, Asia, Africa und America… Nebst einem Unterricht Vom Globo, Universal- und Particular-Charten, deren besten Autoribus und Sculptoribus. Frankfurt, Leipzig [und Erfurt] 1708–1729.
- Das jetzt florirende Thüringen in seinen durchlauchtigsten und ruhmwürdigsten Häuptern / vorgestellt von Johann Gottfried Gregorii. Erfurt 1711.
- Der curieuse Und gelehrte Historicus, In Auserlesenen Merckwürdigen, Theologischen, Historischen und Politischen Geschichten Ausgefertiget Und mit vollständigen Registern versehen von Melissantes. Frankfurt, Leipzig [und Erfurt] 1712; Bayerische Staatsbibliothek München
- Curieuse Gedancken von den vornehmsten und accuratesten Alt- und Neuen Land-Charten nach ihrem ersten Ursprunge, Erfindung, Auctoribus und Sculptoribus, Gebrauch und Nutzen entworffen, auch Denen Liebhabern der Zeitungen zum Vergnügen, aus der Geographie, Historie, Chronologie, Politica und Jure Publico erläutert Und nebst kurtzen Lebens-Beschreibungen der berühmtesten Geographorum. Frankfurt, Leipzig [und Erfurt] 1713; Bayerische Staatsbibliothek München
- Das erneuerte Alterthum, oder curieuse Beschreibung einiger vormahls berühmten, theils verwüsteten und zerstörten, theils aber wieder neu auferbaueten Berg-Schlösser in Teutschland / aus glaubwürdigen Historicis und Geographis mit vielen denckwürdigen Antiquitäten vorgestellet, und nebst zweyen Registern ausgefertiget von Melissantes. Frankfurt, Leipzig [und Erfurt] 1713/1721.
- Curieuse OROGRAPHIA Oder accurate Beschreibung derer berühmtesten Berge / In Europa / Asia / Africa und America: Mit denen auserlesensten Theologischen / Politischen / Physicalischen / Moralischen und andern notablen Anmerckungen und Historien / wie auch allen darbey sich ereignenden denckwürdigen Antiqvitäten; In Alphabethischer Ordnung / Samt einem vollständigen Real-Register dargestellet. Frankfurt, Leipzig [und Erfurt] 1715; Bayerische Staatsbibliothek München
- Curieuser AFFECTen-Spiegel, Oder auserlesene Cautelen und sonderbahre Maximen, Gemüther der Menschen zu erforschen, Und sich darnach vorsichtig und behutsam aufzuführen. Frankfurt, Leipzig [und Arnstadt] 1715;Bayerische Staatsbibliothek München
- Cosmographia novissima oder allerneueste und accurate Beschreibung der gantzen wunderbaren Welt.... Stössel, Frankfurt am Main/Leipzig 1715. (Digitalisat)
- Das jetzt-lebende Europa, Oder genealogische Beschreibung Aller jetzt lebenden durchlauchtigsten Häupter in demselben, in auserlestenen Fragen vorgestellet, und mit den neuesten historischen Remarquen, nebst nöthigem Register versehen von Melissantes, fünf Teile, 1715–1733.
- Neu-eröffneter Schauplatz denck-würdiger Geschichte..., von Melissantes, Frankfurt, Leipzig (und Arnstadt) 1715
- Neu-eröffnete Schatz-Kammer Römischer Antiquitäten: Worinne die merckwürdige Erbauung der Stadt Rom unter ihren ersten Königen, Die vornehmsten Geist- und weltlichen Gebäude, Wie auch die meisten Alten Gebräuche der Römer, Im Bürgerlichen Staat und bey dem Götzen-Dienste, curieus beschrieben; und, zu jedes Vergnügen, Nebst nöthigen Registern eröffnet werden / Von Melissantes, Frankfurt, Leipzig [und Arnstadt] 1715.
- Römische Haußhaltungs-, Kriegs- und Calender-Kunst oder Gründliche Nachricht Von denen Kriegs- und Hauß-Gebräuchen, Kriegen und Calendern, Ingleichen von denen Eydschwüren der alten Römer, Wie auch von denen XIV. Regionibus Der alten Stadt Rom, Mit Curieusen Anmerckungen und nöthigen Registern ans Licht gestellet von Melissantes, Frankfurt, Leipzig [und Arnstadt] 1716.
- Neu-eröffnete Schatz-Kammer griechischer Antiquitäten: Worinnen das Nöthigste Vom Zustande des alten Griechenlandes, Dessen Königreichen, Republiquen und Provintzien, wie auch Denen alten Gebräuchen der Griechen, Im Götzendienste, Bürgerlichen Staat, Kriege und Hauß-Wesen, Mit nöthigsten Registern zu betrachten vorgestellet wird von Melissantes, zwei Teile, Frankfurt, Leipzig [und Arnstadt] 1717.
- Atlas portatilis, Oder Compendieuse Vorstellung Der gantzen Welt / in einer kleinen Cosmographie: Der Grünenden Jugend zum Besten in XXX. saubern Land-Charten / mit Einer kurtzen Erläuterung begleitet / Von Johann Gottfried Gregorii / alias Melissantes. Nürnberg 1717–1780, Kupferstecher Johann Christoph Weigel.
- Continuirter Atlas portatilis germanicus, oder compendieuse Vorstellung Teutschlandes: Den Liebhabern der Geographie und sonderlich der Jugend zum Besten nach den zehen Creyßen, in 37 saubern und richtigen sowohl gantze Creyße als besondere Gegenden in specie, vorstellenden Land-Chärtgen, mit einer kurtzen Erläuterung herausgegeben. Nürnberg 1723–1780, Kupferstecher Johann Christoph Weigel.
- [anonyme zweite deutsche Edition] Des berühmten Königlichen Geographi HERRN Allain Manesson Mallets Beschreibung Des gantzen Welt-Kreises …, Frankfurt 1719, Umfassende Überarbeitung und Erweiterung durch Gregorii zwischen 1716 und 1719
- Gottgefälliger Glantz der Warheit, zu Ehren der ... Frauen Aemil. Julianen Gräfin zu Schwartzburg und Hohnstein ... : mit unverwerfflichen Beweiß-Gründen, daß Sie allein die wahre Verfasserin des trostreichen Sterbe Liedes: Wer weiß wie nahe mir mein Ende [et]c. sey und bleibe, Frankfurt 1719; Niedersächsische Staats- und Universitätsbibliothek Göttingen
- Gemüths vergnügendes Historisches Hand-Buch für Bürger und Bauern in welchem in Form eines kurz gefassten Historischen Lexici von allerley Ständen, Künsten, Handwerken und Wissenschafften / deren Urhebern und Erfindungen kurze Nachricht erteilet wird von Melissantes, Beumelburg, Frankfurt/Leipzig [und Arnstadt] 1744. (Digitalisat)